# CBU-100

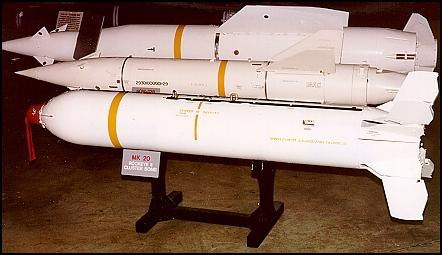
CBU-99 на передньому плані разом із AGM-12B і AGM-12C. CBU-99 і CBU-100 майже ідентичні.

Касетна бомба CBU-100 (або Mk-20 Rockeye II) — американська касетна бомба, яка використовується в основному в протитанковому режимі. Важить 222 кг (490 фунтів) і містить 247 касетних бойових елементів Mk 118 Mod 1.
Протитанкова касетна бомба — це звичайна авіаційна бомба вільного падіння. Mk 20, CBU-99 і CBU-100 використовують проти бронетехніки.

## Будова
Коли бомбовий блок Mk 20 вивільняється з літака, дроти озброєння (основне та/або додаткове озброєння) натягуються достатньо, щоб активувати підривник Mk 339 і звільнити оперення. Функціонування запалу ініціює лінійні кулеметні заряди в дозаторі, які розрізають корпус дозатора навпіл і розкидають бомби/бомби.
Коли основний дріт активації запобіжника Mk 339 Mod 1 витягнуто, запобіжник спрацює через 1,2 секунди після того, як дріт активації було витягнуто. Якщо пілот вибирає додатковий час (4,0 секунди), потрібно відтягнути як основний, так і додатковий дроти постановки на охорону. Якщо пілот обирає опцію «Час», а дріт основного озброєння не натягнуто, запобіжник не працюватиме та буде несправним.

## Скидання

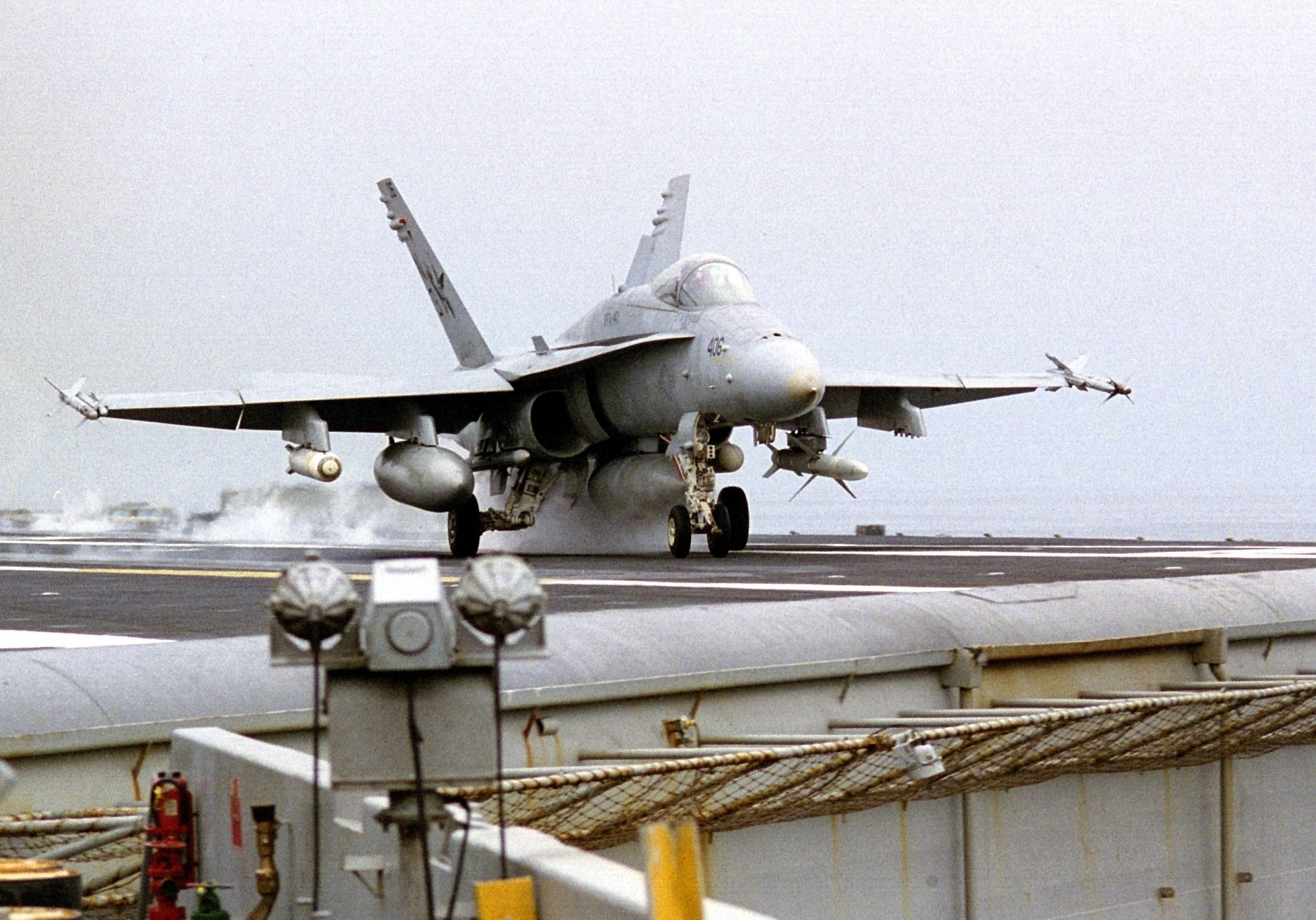
Військово-морський літак США F/A-18C Hornet стартує з USS Nimitz до місії в Південному Іраку. Серед іншого озброєння літак несе касетні бомби CBU-100 Rockeye

CBU поставляються на авіафлот у повністю зібраному вигляді. Вантажний відділ бомборозподільника Rockeye Mk 7 є основною структурою зброї та містить бомби/бомби. Носовий обтічник кріпиться до переднього кінця вантажної секції для аеродинаміки та встановлення підривника. Має оглядове віконце для перегляду індикатора сейфа/озброєння на встановленому запобіжнику. Дозатор має два заряди лінійної форми, закріплені поздовжньо всередині стінок. Після ініціювання ці кумулятивні заряди розрізають дозатор навпіл, від передньої до задньої частини, і бомбипоширюються траєкторіями вільного падіння.

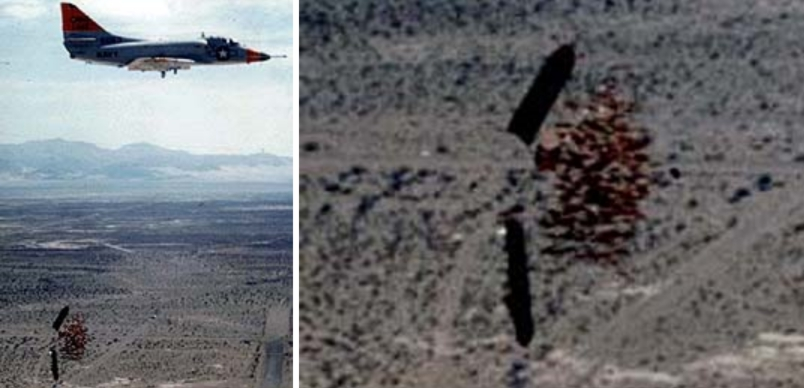
CBU-100 Rockeye, скинута A-4 Skyhawk, яка відкривається одразу після розгортання, та скидає 247 зарядів.

Для стабілізації зброї після вивільнення з літака до кормової частини вантажної секції прикріплено хвостовий конус. Хвостовий конус містить чотири відкидні килі з пружинним приводом. Ребра підпружинені у відкритому положенні та закріплені в закритому положенні під час наземного обслуговування за допомогою стрічки звільнення плавника.
Під час «Бурі в пустелі» морські піхотинці США широко використовували цю зброю, скинувши 15 828 із 27 987 бомб проти бронетехніки, артилерії та особового складу. Решта були скинуті літаками ВПС (5346) і ВМС (6813).

## Оператори
Україна зверталась до США з проханням передати касетні авіаційні бомби Mk-20 Rockeye II заради вилучення з них касетних бойових елементів Mk 118 для оснащення ними безпілотних літальних апаратів (як скидів, так і «камікадзе»).